# UFC 163
UFC 163: Aldo vs. Korean Zombie, também conhecido como UFC RIO 4, foi um evento de artes marciais mistas promovido pelo Ultimate Fighting Championship, realizado em 3 de agosto de 2013 na HSBC Arena no Rio de Janeiro.

## Background
O evento principal era esperado para ser entre a disputa de Cinturão Peso Pena do UFC entre o desafiante Anthony Pettis, que desceria de categoria para enfrentar o campeão José Aldo. Porém no dia 14 de Junho de 2013, foi constatada uma lesão no joelho de Pettis, fazendo com que ele fosse retirado do evento. Sendo substituído pelo sul-coreano Chan Sung Jung.
Josh Koscheck era esperado pra enfrentar o brasileiro Demian Maia, porém ele teve que se retirar do evento em 12 de julho de 2013, devido a uma lesão. Demian não tem substituto anunciado.
No dia 16 de julho foi divulgado que o brasileiro radicado nos Estados Unidos, Robert Drysdale, foi retirado do evento por conta de uma infecção por estafilococos. O brasileiro Francimar Bodão o substituiu contra o também brasileiro Ednaldo Oliveira.
No dia 18 de julho o peso-mosca britânico Phil Harris teve de se retirar de sua luta contra John Lineker devido a uma fratura no osso orbital, sendo substituído pelo brasileiro José Maria Tomé.
O norte-americano Clint Hester era esperado para enfrentar Cezar Mutante, porém uma lesão o forçou a ser retirado do card e ser substituído pelo brasileiro Thiago Marreta.

## Card Oficial
Nota 1 Pelo Cinturão Peso-Pena do UFC.

## Bônus da Noite
- Luta da Noite (Fight of the Night):  Ian McCall vs.  Iliarde Santos
- Nocaute da Noite (Knockout of the Night):  Anthony Perosh
- Finalização da Noite (Submission of the Night):  Sérgio Moraes